# Historia del lesbianismo en Estados Unidos
La historia del lesbianismo en Estados Unidos hace referencia a la historia de las mujeres atraídas por otras mujeres en los Estados Unidos. A pesar de ser una disciplina de investigación joven y difícil dentro del campo de la historia, los conocimientos sobre la historia de las lesbianas en los Estados Unidos se han incrementado de manera significativa desde el comienzo del movimiento de los derechos de gais y lesbianas. Históricamente, los intentos de criminalizar la conducta lésbica han chocado con la negación de que semejante conducta pudiera existir. Los primeros estudios realizados sobre la actividad homosexual entre mujeres provienen precisamente de la población reclusa. En 1953 Alfred C. Kinsey publicó su estudio Comportamiento sexual de la mujer, que contribuyó decisivamente en la descatalogación de la homosexualidad como una enfermedad.
En algunas zonas de los Estados Unidos existían determinados arreglos que permitían convivir a dos mujeres sin depender de un hombre, siendo el más conocido el de los matrimonios de Boston. Con el advenimiento del siglo XX surgieron las primeras organizaciones que luchaban por los derechos de las lesbianas, como Heterodoxy, siendo creada en 1955 Daughters of Bilitis, la primera organización exclusivamente lésbica. Durante la segunda mitad de la década de 1960 el activismo LGBT se fue extendiendo y se convirtió en un movimiento de protesta social y de liberación gay, desembocando en los disturbios de Stonewall, en el que participaron muchas lesbianas. Dentro del movimiento lésbico surgieron voces, como las del grupo Radicalesbians, que propugnaban que el género y la sexualidad son construcciones sociales, de una sociedad controlada por los hombres, que deben ser evitados para poder llegar a aproximarse a la igualdad, tanto para homosexuales, como para mujeres. Esto condujo a una nueva ideología radical lésbica (en ocasiones extrema con figuras como Valerie Solanas), siendo considerado el tratado "The Woman-Identified Woman" como uno de los trabajos pioneros del feminismo lésbico.

## Dificultades de estudio
La negación sistemática durante mucho tiempo de la existencia del lesbianismo dificulta sobremanera la investigación sobre la historia del lesbianismo en los Estados Unidos. Como muchas de las sensibilidades de los primeros americanos se basaban en el puritanismo y la moralidad victoriana de los colonos ingleses, no es ninguna coincidencia que se negara durante tanto tiempo la existencia del lesbianismo, y que discusiones marginales sobre su mismísima posibilidad no tuviera lugar ni al legislar ni en los círculos académicos. De esta forma, existen pocas fuentes lo que conlleva que la realización de un estudio detallado de ciertas épocas sea imposible. No obstante, algunos recursos han sobrevivido, y se detallan en las siguientes secciones.

## Pueblos originarios
Al igual que los más conocidos berdaches, existían «dos espíritus» femeninos, aunque no eran tan frecuentes. Así entre los indios mojave se llamaban hwames y se casaban con otras mujeres, de las que criaban a los hijos, tomando el rol de padres. La institución existía en muchos pueblos indígenas y se le daba diversos nombres: nadle entre los hopi y los navajo, düba's o moroni noho tüvasa entre los paiute, tübasa, tenanduakia, waip:ü sunwe, nüwüdüka, tangowaip o tangowaipü entre los shoshone, katsotse entre los zuñi, etc.

## Intentos de criminalización

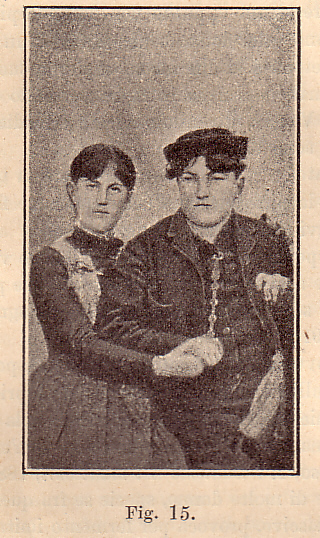
Una pareja de lesbianas en la portada de un texto de criminología de 1915 que contiene un artículo sobre el lesbianismo

En 1649 dos mujeres fueron acusadas por conducta lasciva en la colonia de Plymouth y una de ellas fue condenada. Esta es posiblemente la única condena por lesbianismo en la historia de Estados Unidos.
Los intentos del Reino Unido de criminalizar los actos sexuales entre las mujeres fueron paralelos a los intentos de los Estados Unidos de enmendar las leyes de sodomía para incluir el lesbianismo. Durante el debate sobre la enmienda Labouchere, presentada ante el parlamento en 1885, cuyo texto ya prohibía cualquier conducta homosexual entre hombres bajo pena de muerte, se neutralizaron los intentos de incluir cualquier prohibición sobre la intimidad entre mujeres, debido tanto a la oposición de la reina Victoria, que se negaba a admitir la existencia del lesbianismo, como la de la Cámara de los Lores, que temían que la criminalización informara a las mujeres sobre la posibilidad de relaciones sexuales entre ellas y que eso, indirectamente, fomentara las conductas lascivas. Casi cuarenta años más tarde, la Cámara de los Lores bloqueó de nuevo la criminalización del lesbianismo por los mismos motivos. Igualmente, en la colonia de Massachusetts, se frustraron los intentos de John Cotton de incluir el lesbianismo en la legislación original sobre la sodomía. El texto de la propuesta que no salió adelante decía lo siguiente: «Asquerosidad innatural, que debe ser castigada con la muerte, ya sea sodomía, unión carnal de hombre con hombre, o mujer con mujer, o bestialismo, que es la unión carnal de hombre o mujer con bestias o caza menor.» Esta versión de la ley nunca se adoptó y fue escasamente considerada. La legislación permaneció específica de un género, el masculino.

## Registros históricos antiguos
Los primeros registros históricos estadounidenses relacionados con la conducta homosexual femenina no provienen de fuentes simpatizantes con las lesbianas o las mujeres en general. Es a través de los registros de las legislaciones y documentos coloniales, que claramente consideran a las lesbianas como un exogrupo, como se consigue el escaso material que muestra las actitudes principales hacia el lesbianismo y la oposición a las mujeres homosexuales en los años anteriores al movimiento de derechos de gais y lesbianas.
Algunos de los primeros estudios publicados sobre la actividad homosexual femenina se escribieron a partir de observaciones y datos recogidos de mujeres encarceladas. Margaret Otis publicó «A Perversion Not Commonly Noted» («Una perversión poco conocida») en el Journal of American Psychology de 1913, mezclando una decidida base moral puritana con una casi revolucionaria simpatía hacia las relaciones lésbicas. Se centró principalmente en su repulsión por el contacto sexual entre personas de distintas etnias, pero ofrecía a su vez una tolerancia casi radical de las relaciones lésbicas mismas, ya que según Otis «... a veces el amor [de una joven por otra] es muy real y parece casi ennoblecedor». Este documento proporciona una visión poco común de un contexto estrictamente controlado por un supervisor del correccional. Kate Richards O'Hare, encarcelada en 1917 por cinco años bajo el Acta de espionaje de 1917, publicó un documento de primera mano sobre la vida de las mujeres encarceladas titulado In Prison, completo con escalofriantes relatos de abuso sexual lésbico entre reclusas. O'Hare escribió: «... Una educación muy completa en perversiones sexuales forma parte del sistema educativo de la mayoría de prisiones...». O'Hare también relató la inducción sistemática de mujeres en un ciclo de prostitución forzada que las autoridades conscientemente ignoraban.
Aunque estos documentos proporcionan relatos de segunda mano desde dos perspectivas completamente distintas, no se conoce la existencia de ningún relato en primera persona de alguna mujer abiertamente lesbiana sobre su vida en un correccional, por lo que esta área de estudio se encuentra incompleta y abierta a futuras investigaciones.

## Matrimonios de Boston
Ciertos 'arreglos' eran permitidos hasta cierto punto entre dos mujeres en las comunidades de Nueva Inglaterra, y aunque no eran algo cotidiano, estas situaciones permiten obtener una fuente de informaciones sobre la conducta lésbica en el pasado. Principalmente por ser un producto de la ciudad, y por tener un origen literario, estos arreglos se han denominado coloquialmente matrimonios de Boston. Estas relaciones variaban en tipo y no implicaban necesariamente intimidad sexual.
Existía otro lugar llamativo que aceptaba situaciones como las de los matrimonios de Boston. En Utah, la Iglesia de Jesucristo de los Santos de los Últimos Días reconocía a estas mujeres. Si estas relaciones entre ellas eran sexuales es algo incierto, pero los lazos de amistad eran reales. A pesar de la seguridad de la que estas mujeres disfrutaban, en 1952 la Iglesia mormona denunció formalmente el lesbianismo y estos arreglos cesaron.

## Principios delsigloXX: asociación y comienzo del activismo
Con el siglo XX surgieron las primeras organizaciones de derechos de las lesbianas, de las cuales la más importante fue Heterodoxy, fundada como un club de comidas feminista para «mujeres no ortodoxas». Entre los miembros más notables cabe destacar a lesbianas prominentes como Katherine Anthony, Sara Josephine Baker, Helen Hull y Elisabeth Irwin. Estableciéndose paralelamente en San Francisco, el Club 440 de Mona se convirtió en el primer bar lésbico reconocido. Emma Goldman, una anarquista y activista social conocida internacionalmente, y denominada la «mujer más peligrosa de América» por J. Edgar Hoover, era también portavoz comprometida con los derechos de gais y lesbianas, tal vez por primera vez en la historia de Estados Unidos. Aunque se desconoce si Goldman tuvo relaciones lésbicas, su compromiso resultó en que algunos la denominaran la Madre del movimiento gay y lésbico.

## Nacimiento de un movimiento
Fundado en 1955, Daughters of Bilitis fue la primera organización exclusivamente lésbica. Un año después de su fundación en San Francisco, comenzaron a publicar The Ladder (La escalera), el primer periódico lésbico de Estados Unidos. Poco después, se formó una sede en Nueva York de la mano de Barbara Gittings, y en 1960 tuvo lugar la primera conferencia lésbica estadounidense. Con el advenimiento del movimiento feminista, las lesbianas encontraron una manera para expresar preocupaciones compartidas con las mujeres heterosexuales. En 1969 la escritora y activista lesbiana Rita Mae Brown se unió a la National Organization for Women y criticó la homofobia existente dentro de la propia organización: «Estoy cansada de escuchar a todo el mundo quejarse de los hombres. Decid algo bueno sobre las mujeres. Yo diré algo bueno. Las amo. Soy una lesbiana».  Un año después todas las lesbianas fueron expulsadas de la organización, y al año siguiente volvieron a ser readmitidas, junto a una disculpa de la directiva de la National Organization for Women. Por otra parte, el Metropolitan Community Church se fundó en 1968, la primera asociación cristiana de gais y lesbianas. En 1969, el fundador de la Iglesia, el reverendo Troy D. Perry realizó el primer matrimonio entre personas del mismo sexo conocido en Estados Unidos. 

### Liberación gay

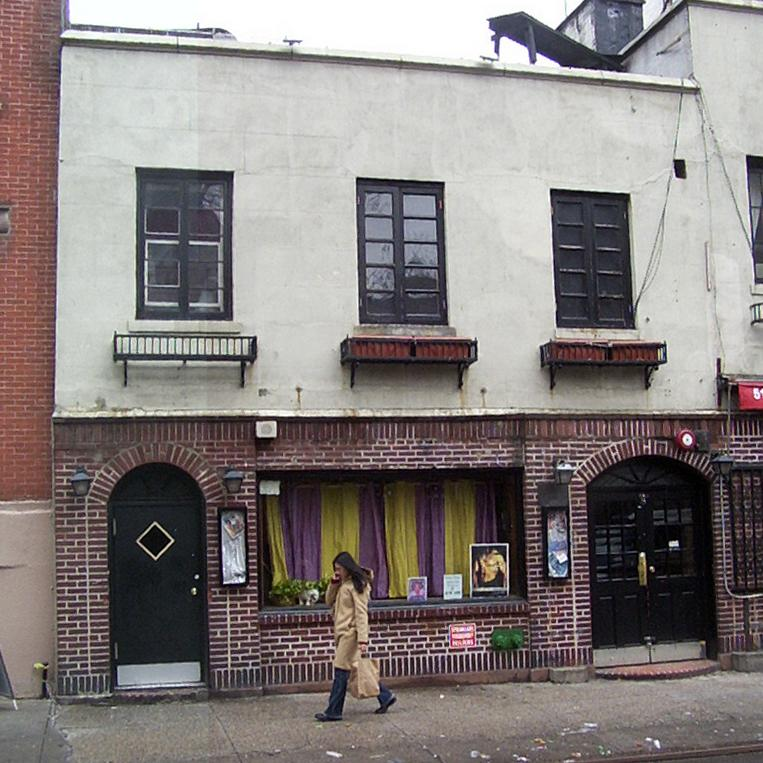
Stonewall Inn en Greenwich Village, Nueva York

Durante la segunda mitad de la década de 1960 el activismo LGBT se fue ampliando y convirtiendo en protesta social y liberación gay. Desde 1965, en la Costa Este las organizaciones homófilas asediaron la Casa Blanca, el Pentágono, Naciones Unidas y el Independence Hall, exigiendo un fin a la discriminación homófoba. Aunque los manifestantes eran pocos, recibieron bastante cobertura mediática a nivel nacional (generalmente desfavorable). De manera dramática, las personas transgénero se rebelaron en agosto de 1966 en la cafetería de Compton de San Francisco, la primera vez en la historia que un grupo organizado de personas LGBT resistía un arresto. En 1969, Rita Mae Brown, junto a otras muchas lesbianas, tomó parte en los disturbios de Stonewall. Este suceso, conocido como el nacimiento del movimiento de los derechos de gais y lesbianas, surgió como respuesta al esfuerzo coordinado y planificado por parte de la policía de cerrar los establecimientos conocidos de gais y lesbianas.

### Los estudios de Kinsey y su legado
En 1948, Alfred Kinsey publicó un estudio pionero sobre la sexualidad masculina, que posteriormente completó con una segunda parte, Comportamiento sexual de la mujer en 1953. Kinsey concluyó que mientras solo el 2 % de la población femenina permanecería completamente homosexual, el 13 % de todas las mujeres tendrían algún tipo de actividad lésbica en algún momento de sus vidas. Los estudios de Kinsey ofrecieron datos científicos para refutar la idea de que la homosexualidad era una condición médica que podía curarse. Estos hallazgos ayudaron a convencer a la comunidad psiquiátrica para que retirara la homosexualidad de su catálogo de trastornos mentales. En ese punto, con amigos en la comunidad religiosa y la científica, las lesbianas comenzaron a hacer progresos.

## Ideología radical lésbica

### Radicalesbians
Algunas lesbianas no estaban interesadas en la aceptación por parte de los heterosexuales y en su lugar buscaron la vida más allá de la interacción con los hombres. Pensadoras radicales comenzaron a realizar alianzas y publicar pionera literatura separatista lésbica. Aunque todas estas organizaciones, incluyendo Lesbian Separatist Movement, ONE, Radicalesbians, etc., diferían algo en su ideología, Radicalesbians ofrece un ejemplo representativo de la ideología separatista. La esencia de sus creencias es la percepción de una opresión ubicua por el heteropatriarcado. Más aún, el género y la sexualidad son constructos sociales de la sociedad controlada por los hombres, y deben ser evitados para poder llegar a alguna aproximación de igualdad para tanto los homosexuales como las mujeres. Las Radicalesbians realizaron un tratado formal que clarifica esta perspectiva:

... debería comprenderse primero que el lesbianismo, como la homosexualidad masculina, es una categoría de comportamiento posible únicamente en una sociedad sexista caracterizada por roles sexuales rígidos y dominada por la supremacía masculina. Estos roles sexuales deshumanizan a las mujeres al definirnos como una casta de apoyo/servil en relación a la casta superior de los hombres, y mutilan emocionalmente a los hombres al exigirles que estén alienados con respecto a sus propios cuerpos y emociones para poder realizar sus... [prescritas] funciones de manera efectiva.

Este tratado, The Woman-Identified Woman, es considerado como uno de los trabajos pioneros del feminismo lésbico.

### Valerie Solanas
Las ideas sobre el separatismo lésbico iban desde la auto-segregación de lesbianas individuales en comunidades autónomas hasta la propuesta más radical de todas, de Valerie Solanas, que consistía en la erradicación del género masculino por completo. Aunque Solanas no llegaba a apoyar la ejecución de los hombres, defendía que los machos de las especies eran un accidente causado por un cromosoma X defectuoso. Su Manifiesto SCUM sigue siendo un clásico entre las académicas feministas y lésbicas, llamando a la reproducción asexual de las especies y a que se detenga la irregularidad genética (es decir, los hombres).[cita requerida]